# Mazda MPV
El Mazda MPV (sigla de Multi Purpose Vehicle, 'vehículo multipropósito') es un automóvil monovolumen del segmento D producido por Mazda para el mercado japonés y americano. Presentado en 1988 como modelo de tracción trasera (con tracción a las cuatro ruedas opcional), fue sustituido en 1999 por una versión de tracción delantera con tracción a las cuatro ruedas en algunos mercados. Desde su introducción se han fabricado más de un millón de unidades.
La MPV abarco tres generaciones de vehículos, hasta el retiro global de la marca Mazda del mercado asiático de monovolúmenes en 2016. Los dos primeros modelos fueron fabricados en Japón y posteriormente exportados a América del Norte; el último modelo se fabricó exclusivamente para el mercado de Asia, bajo el nombre de Mazda 8.

## Primera generación (1988-1999)

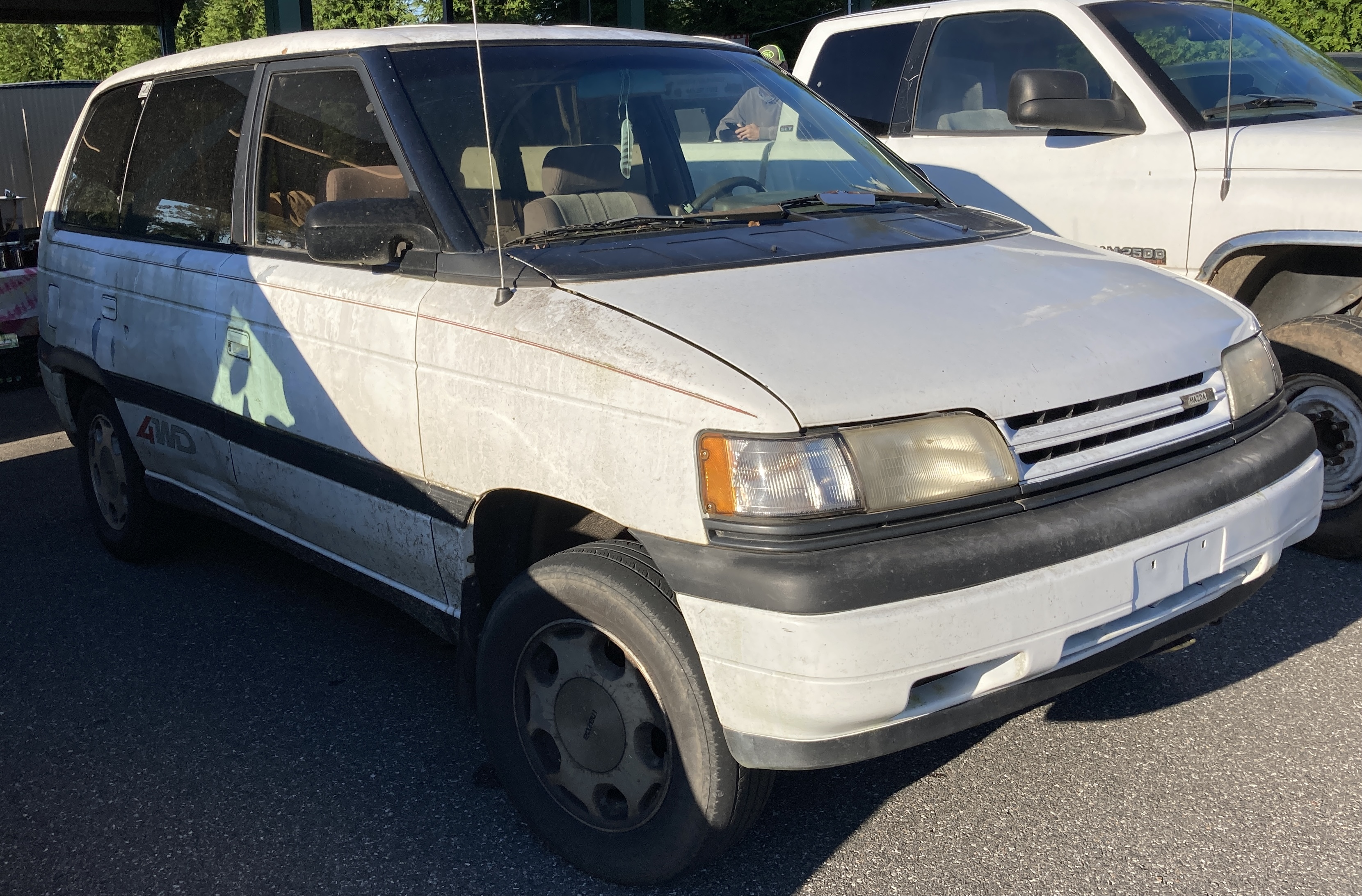

El MPV se diseñó desde cero como un monovolumen específico para el mercado estadounidense, y se introdujo en 1988 para el modelo del año 1989. Se basaba en la plataforma del Mazda Luce. La plataforma permitía opciones como un motor V6 y tracción a las cuatro ruedas opcional. Sin embargo, esta gran plataforma generó algunos problemas en otros mercados. Cuando se introdujo en Japón en enero de 1990, la cilindrada de su motor y sus dimensiones exteriores superaban la normativa japonesa para vehículos clasificados como "compactos", por lo que los dueños del modelo debían pagar impuestos anuales adicionales. Estuvo disponible en la red japonesa de concesionarios de lujo Mazda Ɛ̃fini a partir de 1991.
Su sistema de tracción total seleccionable no debe confundirse con los sistemas de "tracción total" en todas las condiciones de la carretera; el monovolumen puede pasar a tracción total bloqueada con un interruptor montado en el selector de marchas de la columna. Un interruptor montado en el salpicadero controla el diferencial central, creando una distribución de potencia bloqueada en los ejes delantero y trasero. La doble tracción no se utiliza en carreteras secas, pero puede conectarse y desconectarse en marcha. Su eficiente uso del espacio interior, al tiempo que ofrece un exterior relativamente pequeño, se inspira en la experiencia de otros monovolúmenes de Mazda de una sola caja, como el Mazda Bongo.
A diferencia de otros monovolúmenes, el freno de estacionamiento del MPV estaba directamente en el suelo, junto al asiento del conductor, y se accionaba con la mano, mientras que la mayoría de los monovolúmenes tenían el freno de estacionamiento en la zona de los pies del conductor y se accionaba con el pie izquierdo. Al igual que el posterior Honda Odyssey, introducido en Norteamérica a principios de 1995, disponía de puertas batientes tradicionales en lugar de puertas traseras correderas, aunque el monovolumen original sólo tenía una puerta trasera. Esta fue también la única generación del Mazda MPV vendida en Norteamérica con transmisión manual, ofrecida en los modelos de los años 89 a 91. La fila central estaba disponible como banco para 3 personas, lo que permitía ocho plazas, cuando la mayoría de los monovolúmenes solo tenían siete.

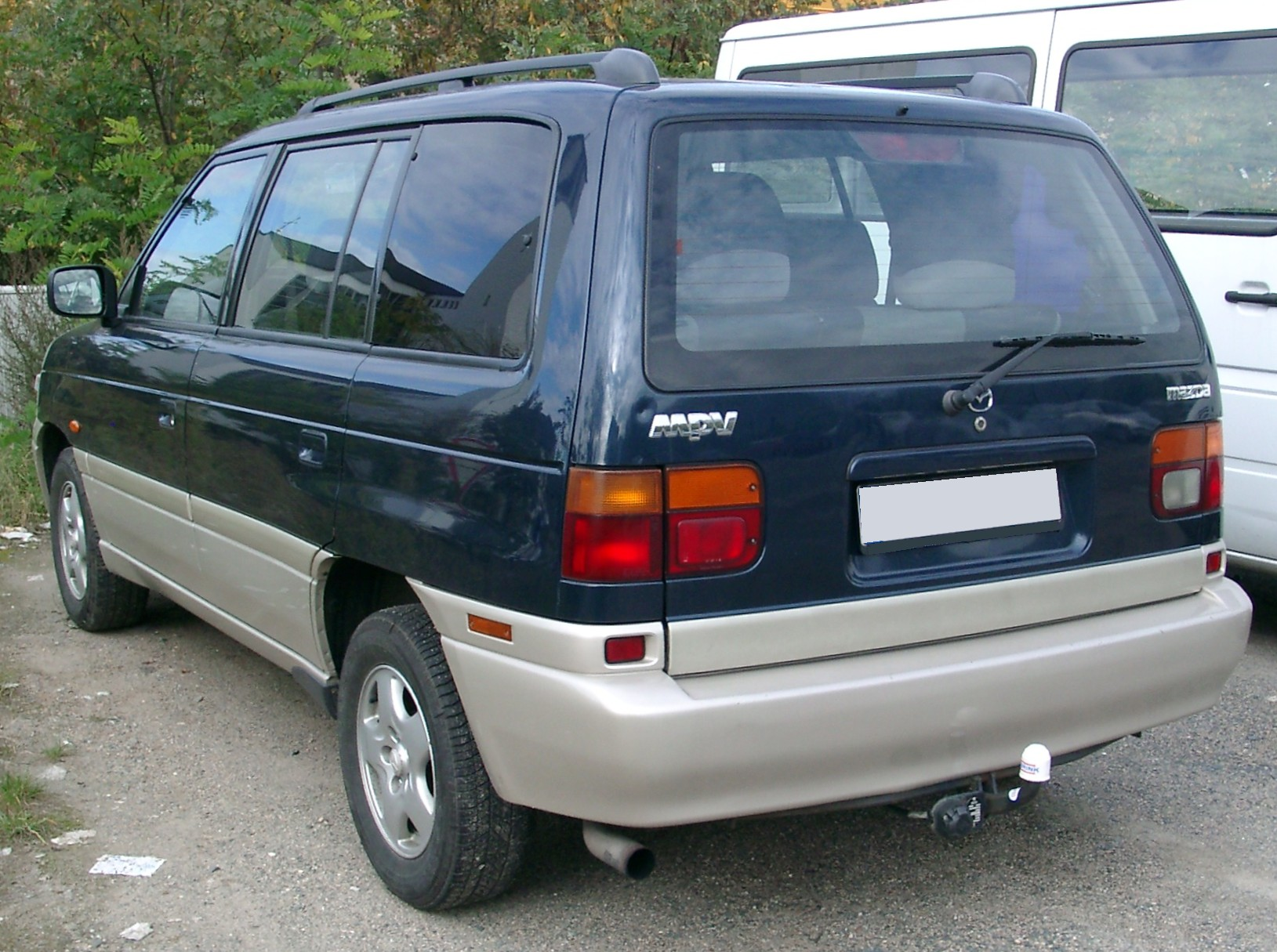
Mazda MPV (Europa)

La revista norteamericana Car and Driver incluyó al MPV en su lista de los diez mejores modelos de 1990 y 1991 y la consideró uno de sus "vehículos para la próxima crisis (del combustible)". Las ventas iniciales también fueron buenas, pero cayeron rápidamente cuando otros fabricantes introdujeron la tracción total y los motores V6. En los años siguientes, el Previa 1991 de Toyota, el Quest 1993 de Nissan y el Odyssey 1995 de Honda entraron en el mercado y empezaron a diluir la cuota de mercado de Mazda. Las ventas no se vieron favorecidas cuando el monovolumen recibió una estrella de cuatro en las pruebas de choque del Programa Australiano de Evaluación de Automóviles Nuevos (ANCAP) y una calificación "Marginal" en las pruebas de choque del Instituto Americano de Seguros para la Seguridad en Carretera (IIHS) por daños en el compartimento de los ocupantes, intrusión de neumáticos en la zona de los pies del conductor, mala cinemática del maniquí y posibilidad de lesiones en ambas piernas.